# Kościół Matki Boskiej Śnieżnej „Tas-Silġ” w Marsaxlokk
Kościół Matki Boskiej Śnieżnej „Tas-Silġ” (malt. Il-knisja tal-Madonna tas-Silġ, ang. Church of Our Lady of the Snows) – rzymskokatolicki kościół leżący w miejscowości Marsaxlokk na Malcie. Świątynia wchodzi w skład parafii w Marsaxlokk i jest pod opieką karmelitów z przylegającego do kościoła klasztoru.

## Historia
Kościół Matki Boskiej Śnieżnej w Marsaxlokk jest został ufundowany przez Giovanniego Francesco Cassara (lub Gauci) około 1650. Fundator zadbał o wyposażenie kościoła we wszystko, co niezbędne do posługi i publicznego kultu. Umową w aktach notarialnych notariusza Natale Parmisciano, na której widnieje data 10 listopada 1670, ten sam fundator pozostawił na rzecz tego kościoła kilka zapisów i fundacji pobożnych. Kościół ten do dziś ma dobroczyńców.
W 1832 oryginalny kościół rozebrano i ponownie odbudowano na tych samych fundamentach, ale według innego projektu architekta Francesco Fabri z Birgu. Koszty przebudowy poniosła markiza Anġolina Muscat Cassia Dorell. Markiza w swoim testamencie z 25 września 1834 pozostawiła pewne ciężary i prawa temu, kto przejmie ten kościół wraz z towarzyszącym mu pałacem i gruntami.
Przez pewien czas kościół był zamknięty, z wyjątkiem kilku szczególnych dni, kiedy odwiedzał go prywatny kapelan rodziny Testaferrata. W 1933 kościół wraz z pałacem, ogrodem i otoczeniem został przekazany przez markiza Lorenzo Testaferratę karmelitom. Umowa darowizny została podpisana 22 kwietnia tego samego roku.

### Klasztor
Po przejęciu kościoła przez karmelitów budynek pałacu został przekształcony w klasztor. Budowę nowego rozpoczęto 28 marca 1937. Zaprojektował go architekt Andrew Micallef. Zakończenie prac i oficjalne oddanie klasztoru do użytku miało miejsce 2 października 1939. Po wybuchu II wojny światowej zakonnicy musieli przekazać go w używanie wojsku, a to w związku ze znajdującym się w pobliżu fortem Delimara. Wojsko opuściło klasztor 20 listopada 1942, a kilka dni później bracia ponownie poświęcili to miejsce.

## Architektura

### Wygląd zewnętrzny

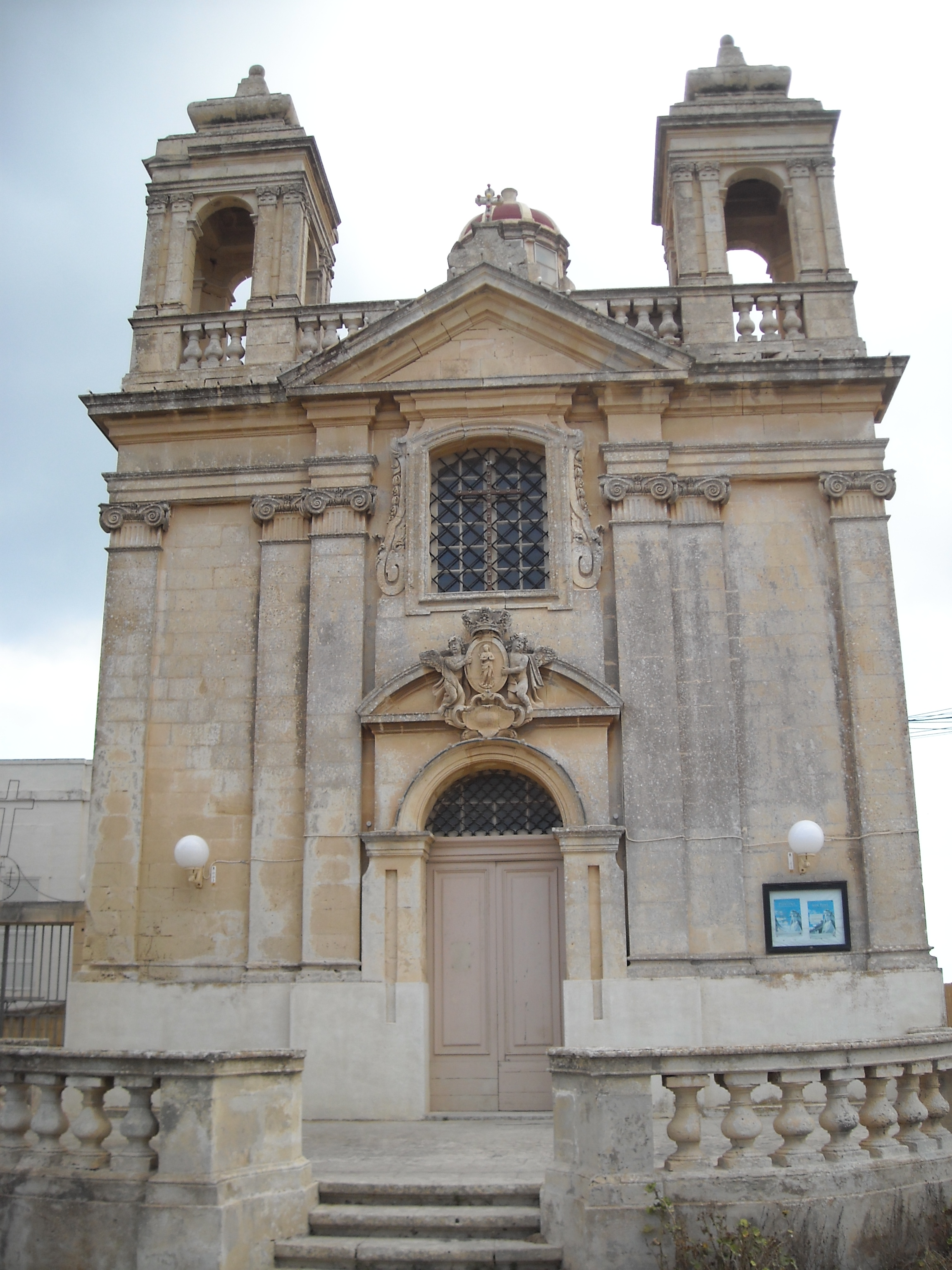
Fasada kościoła „Tas-Silġ”

Fasada jest bardzo podobna do fasad maltańskich kościołów parafialnych. Jest na niej sześć długich pilastrów w stylu jońskim, po trzy z każdej strony, które podtrzymują całe belkowanie. W części środkowej, nieco wysuniętej na zewnątrz, znajdują się drzwi zwieńczone półokrągłym nadświetlem; nad nimi umieszczony jest fronton segmentowy. Na nim widnieje kartusz oraz medalion z koroną trzymaną przez dwa anioły. W medalionie wizerunek Madonny. Wyżej umieszczone jest duże okno i trójkątny fronton.
Dach kościoła otacza niski murek kamienny z balustradami, natomiast po bokach zbudowane są dwie dzwonnice w formie wież. Mają po cztery łuki pomiędzy pilastrami w stylu jońskim, a nad nimi znajdują się niskie zwieńczenia w formie piramid. Całą budowlę zwieńcza kopuła z latarnią.
Przed kościołem znajduje się niewielki placyk, na który od drogi prowadzącej do kościoła wchodzi się po pięciu stopniach. Placyk ma kształt półkola i jest otoczony kamiennymi balustradami.

### Wnętrze kościoła
Kościół ma plan ośmioboku z głęboką, półokrągłą apsydą. Po jego bokach znajduje się dwoje drzwi, z których jedne są zamknięte niszą z figurą św. Teresy z Ávili, założycielką zakonu Karmelitów Bosych. W kościele znajduje się również figura Matki Bożej z Góry Karmel, wykonana w Genui i podarowana przez klasztor w Bormli.
Wnętrze kościoła otacza osiem par pilastrów w stylu jońskim, które podtrzymują belkowanie biegnące wokół. Z niego wznoszą się cztery łuki i cztery pendentywy, na których opiera się kopuła z latarnią. Apsyda ma sklepienie w formie półkopuły z monogramem Maryi.
Niewielki obraz tytułarny przedstawia Madonnę z Dzieciątkiem pomiędzy dwoma aniołami, siedzącą na wielkiej chmurze, a pod nią wiele pokrytych śniegiem gór. W rogu obrazu widać front kościoła i dwie klęczące kobiety. Obraz ten otoczony jest piękną ramą w stylu rokoko wyrzeźbioną w kamieniu. Nad nim znajduje się kartusz z napisem po łacinie. Autor obrazu nie jest znany.

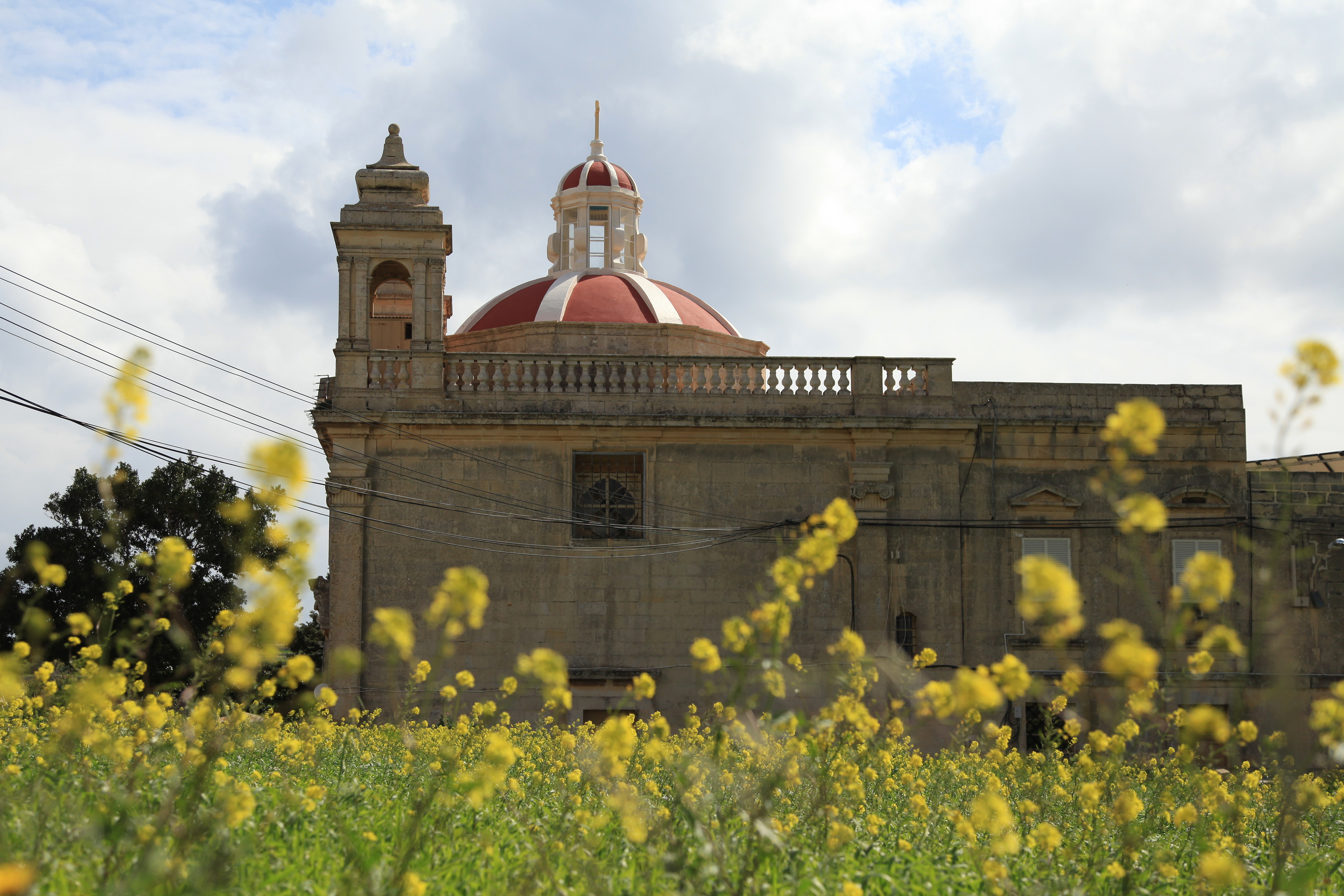
Widok kościoła z boku. Widoczna kopuła z latarnią.

Po bokach ołtarza znajduje się dwoje drzwi również ozdobionych rzeźbionymi motywami, nad którymi znajdują się dwa okna zamknięte wypukłą żelazną kratą (ang. pregnant windows - „okna ciążowe”). I one również są podobnie ozdobione.
Nad drzwiami wejściowymi znajduje się drewniana galeria na organy.

## Kościół dziś
Dziś kościołem opiekują się mnisi karmelici bosi, którzy codziennie sprawują msze św. i wszystkie czynności liturgiczne przez cały rok. Uroczyście obchodzone są trzy szczególne święta. Są to 4 sierpnia, tytularne święto Matki Bożej Śnieżnej; 16 lipca – święto Matki Bożej z góry Karmel i 1 października – święto św. Teresy od Dzieciątka Jezus.

## Ochrona dziedzictwa kulturowego
Od 23 września 2013 kościół jest umieszczony w National Inventory of the Cultural Property of the Maltese Islands pod numerem 1745. 